# پارک جونگ-وو
پارک جونگ-وو (کره‌ای: 박종우؛ زاده ۱۰ مارس ۱۹۸۹) یک بازیکن فوتبال اهل کره جنوبی است.
وی همچنین در تیم‌های ملی فوتبال کره جنوبی کره جنوبی کره جنوبی بازی کرده‌است.